# Peziza micropus
Espèce
Peziza micropus est un champignon de la famille des Pézizacées.